# Titrage gravimétrique
Le titrage gravimétrique ou par pesée est une méthode de titrage durant laquelle on mesure la masse de la solution titrante. Ceci la différencie du titrage volumétrique où on mesure le volume de la solution titrante.

## Mode opératoire
Lors d’un titrage gravimétrique, un petit flacon en polyéthylène équipé d’un embout effilé est utilisé comme distributeur de solution. La pesée avec une balance du distributeur de solution contenant la solution titrante avant le début du titrage et au point d'équivalence donne la masse de solution titrante utilisée.

## Résultat
Le résultat peut être présenté sur une courbe de titrage présentant la variation d'une variable liée à une concentration en ordonnée en fonction de la masse de la solution titrante en abscisse.  
La concentration obtenue est la molarité massique ou concentration molaire massique, exprimée en mol/kg.

## Gravimétrique versus volumétrique
Le tableau suivant compare le titrage gravimétrique au titrage volumétrique, :
|                                            | Titrage gravimétrique                                                                                               | Titrage volumétrique |
| ------------------------------------------ | --- | --- |
| Équipements                                | Balance et distributeur de solution                                                                                 | Burette graduée, stand et pinces |
| Abscisse de la courbe de titrage           | Masse | Volume |
| Concentration                              | Molarité massique ou concentration molaire massique, unité : mol/kg                                                 | Molarité volumique ou concentration molaire volumique, unité : mol/m3                                                                         |
| Concentration dépendante de la température | Non | Oui car le volume du liquide dépend de la température.                                                                                        |
| Précision                                  | Plus élevée grâce à l'utilisation de balances à haute précision. Ceci permet de réduire la taille de l’échantillon. | Moins élevée à cause de l'utilisation de burettes qui sont moins précises. Même une burette de classe A de 10 mL a une tolérance de ±0,02 mL. |

Le titrage gravimétrique ayant besoin d'une balance et étant plus fastidieux à réaliser, il a perdu beaucoup de terrain face au titrage volumétrique.